# Pilgrimsharpan
Pilgrimsharpan var en sångbok utgiven 1861 av Evangeliska fosterlandsstiftelsen, redigerad av Bernhard Wadström. Samtidigt utgavs också melodierna till sångerna i arrangemang för (2), 3 eller 4 röster med "enkelt pianoackompagnement". Den ersattes 1889 av Sionstoner.